# کنتو ماسودا

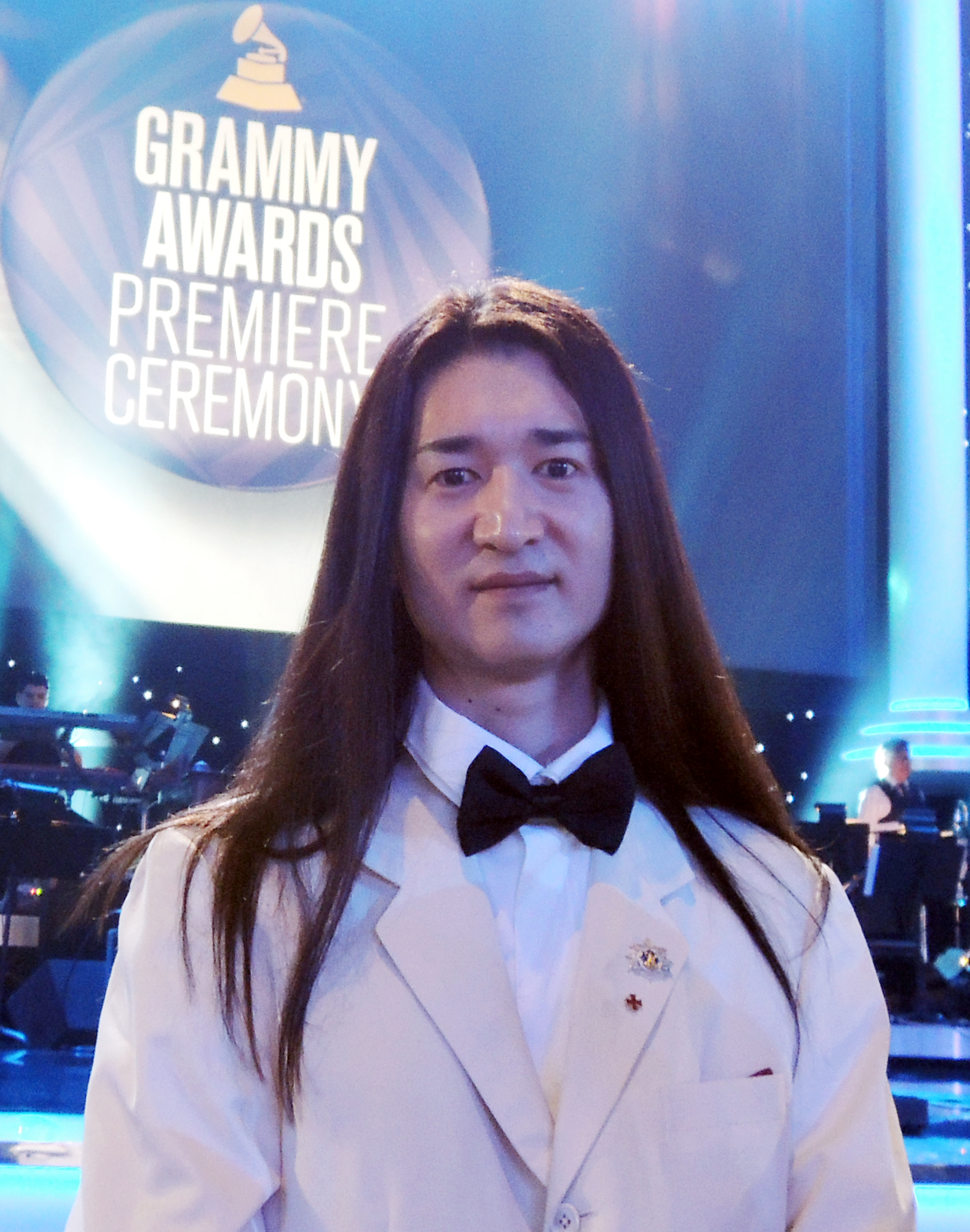
کنتو ماسودا در ۵۷امین مراسم جوایز گرمی، سال ۲۰۱۵

کنتو ماسودا (به ژاپنی: 増田顕人) (زاده ۲۹ ژوئن ۱۹۷۳ در کاتوری، چیبا، ژاپن) نوازنده و آهنگساز ژاپنی می‌باشد. ماسودا عضو آکادمی ملی علوم و هنرهای باشد.